# 마이클 브레커
마이클 브레커(Michael Brecker, 1949년 3월 29일 ~ 2007년 1월 13일)는 미국의 재즈 색소폰 연주자이자 작곡가였다. 그는 15개의 그래미상을 연기자 겸 작곡가로서 수상했다. 그는 2004년에 버클리 음악 대학에서 명예박사 학위를 받았고, 2007년에 《다운 비트》 재즈 명예의 전당에 입성했다.